# Аландский, Павел Иванович
Па́вел Ива́нович Ала́ндский (29 июня [11 июля] 1844, село Тосно, Санкт-Петербургская губерния — 28 октября [9 ноября] 1883, Киев) — русский историк, специалист в области классической филологии и истории древней Греции и Рима.

## Биография
Родился в семье священника Новопятницкой церкви Ямбургского уезда.
В 1857 году поступил в Александро-Невское духовное училище в Санкт-Петербурге; затем учился в Санкт-Петербургской духовной семинарии, которую окончил в 1865 году.
В 1870 году окончил со степенью кандидата курс историко-филологического факультета Санкт-Петербургского университета, где учился у Михаила Куторги и Карла Люгебиля; был однокурсником Леопольда Воеводского и Ивана Цветаева. Был оставлен в университете стипендиатом для приготовления к профессорскому званию. Преподавал латинский язык в Александро-Невском духовном училище (1870—1874). В 1873 году защитил магистерскую диссертацию на тему «Синтаксические исследования. Значение и употребление Conjuctivi в языке „Илиады“ и „Одиссеи“». В 1873—1874 гг. читал лекции по греческой словесности в Санкт-Петербургском университете; в 1874 году был избран штатным доцентом греческой словесности Университета Св. Владимира в Киеве. С 1878 года также преподавал на Киевских Высших женских курсах историю Греции и Рима и римской литературы.
Действительный член Киевского исторического общества Нестора-летописца. В «Киевских университетских известиях», начиная с 1874 года, он помещал критические статьи о новых книгах по классической филологии и древней истории.
Похоронен на Байковом кладбище. На могильной плите П. И. Аландского был размещён горельеф на мотивы гомеровских произведений и надпись: «Он всё знал о глубинах прошлого, но не смог предвидеть ужасного случая, который произошёл с ним на рыбалке». Могила его не сохранилась.